# 異邦騎士
《異邦騎士》（日语：異邦の騎士）是日本推理作家島田莊司的推理小說，為其筆下的偵探御手洗潔系列的小說。
本作實際上創作於1979年，比《占星術殺人事件》的創作時間還早，是島田的處女作，但卻直到1988年才出版。

## 書籍出版資訊
| 出版者       | 出版日期       | 媒介         | 頁數  | 書籍編碼           | 譯者   |
| ------------ | -------------- | ------------ | ----- | ------------------ | ------ |
| 講談社       | 1988年4月25日  | 單行本       | 348頁 | ISBN 9784061939622 |        |
| 講談社       | 1990年10月30日 | 講談社Novels | 304頁 | ISBN 9784061815223 |        |
| 講談社       | 1991年12月3日  | 講談社文庫   | 412頁 | ISBN 9784061850446 |        |
| 講談社       | 1998年3月13日  | 改訂完全版   | 452頁 | ISBN 9784062637701 |        |
| 皇冠文化出版 | 2003年12月11日 | 平裝書       | 304頁 | ISBN 9789573320029 | 郭清華 |
| 新星出版社   | 2009年4月      | 平裝書       | 357頁 | ISBN 9787802256453 | 王鵬帆 |

## 故事概要
「我」全身酸痛地在公園的長椅上醒來時，發現自己不能記起自己的名字，也想不起之前關於自己的所有記憶。之後我遇上了一個名為「良子」的少女和名叫「御手洗潔」的占星師，命運開始在「我」身上發生劇烈的變化：「我」在自己的舊居中發現的日記里，得知自己的妻女被殺的真相！失去記憶的我決定繼續自己之前的計劃去手刃仇人，卻不知自己正一步步踏進編織好的陷阱之中……當我拿着手槍埋伏，準備刺殺仇人的時候，御手洗潔卻意外地出現在我面前……

## 登場人物
石川 敬介（Ishikawa Keisuke）
本作的第一人稱敘述者「我」。在公園的長椅醒來後發現失去了所有關於自己的記憶。之後遇上了名為「石川良子」的十九歲少女，和她成為同居戀人。
由於忘記了自己的名字，於是由良子取名為「石川敬介」。
從良子藏起來的自己的駕照中得知自己的真名「益子秀司」及住址，隨後在追尋自己的過去當中，得知自己的妻女均死於非命。
從妻子「千賀子」留下的日記中得知她和女兒是被井原和山內殺死的，同時日記中也記錄了他為了給妻女復仇，計劃殺死井原和山內。然而日記的記錄在「我」殺死山內後，準備殺死井原，同時也是「我」失憶的前兩天中斷了⋯⋯
此事件之後，與御手洗潔成為好友，日後成為將御手洗潔參與推理的案件改寫成推理小說的知名小說家。
石川 良子（Ishikawa Ryouko）
把失憶後的「我」接回家裡的少女。十九歲。之後發展成同居戀人。
曾經是酒家女。和「我」同居後，似乎不太喜歡「我」去找回記憶。對御手洗抱着不喜親近的態度。
御手洗 潔（Mitarai Kiyoshi）
占星師。「御手洗占星術教室」的經營者。
接待了前來請求自己幫忙推算出失去記憶的「我」，之後兩人成為一起聽唱片的朋友。
在「我」看來是一個怪人，對世人認為習以為常的事嗤之以鼻。並喜歡在公共場所單刀直入地高談闊論。
除了占星術之外，似乎對腦科學也有一定的研究。認為「我」的失憶是因為某種原因導致的「記憶再生障礙」。
井原 源一郎（Iraha Genichirou）
地下錢莊「朋友金融公司」的社長。
在「千賀子」留下的日記中提到是他和山內一起殺死她的。失憶前的「我」在日記中記錄了在殺死山內後，策劃將他殺死的經過。
山內 恆太郎（Yamauchi Koutarou）
井原的朋友，黑社會。
在「千賀子」留下的日記中提到是他和井原一起殺死她的。失憶前的「我」在日記中記錄了將他殺死的經過。
伊藤 照子（Itou Teruko）
「朋友金融公司」的職員。「我」為了刺殺井原而接近她。
對「我」抱有好感，得知「我」殺害了山內後，主動協助提供井原的相關信息。
以上兩人實際上只是真正的益子秀司在「千賀子」的日記中杜撰出來的人物。「朋友金融公司」亦同。

## 外部連結
- （日語）http://bookclub.kodansha.co.jp/product?isbn=9784062637701 （页面存档备份，存于）
- （简体中文）豆瓣讀書：異邦騎士 （页面存档备份，存于）